# San Juan de Castellanos
San Juan de Castellanos es un caserío del municipio español de Cobos de Cerrato, provincia de Palencia (comunidad autónoma Castilla y León).

## Geografía e Historia
San Juan de Castellanos cuenta con una de las mejores nebredas o enebrales de Castilla y León por excelente  estado de conservación.